# Rush Green (East Hertfordshire)
Rush Green – przysiółek w Anglii, w hrabstwie Hertfordshire, w dystrykcie East Hertfordshire. Leży 3 km na wschód od miasta Hertford i 33 km na północ od centrum Londynu.